# Aleksa Matić
Pour les articles homonymes, voir Matić.
Aleksa Matić (en serbe : Алекса Матић), né le 20 septembre 2002 à Novi Sad en Serbie, est un footballeur serbe qui évolue au poste de milieu défensif au Stabæk Fotball.

## Biographie

### En club
Né à Novi Sad en Serbie, Aleksa Matić est formé par le club local du FK Vojvodina Novi Sad avant de rejoindre l'un des plus grands clubs du pays, l'Étoile rouge de Belgrade, où il poursuit sa formation. Il commence toutefois sa carrière au FK Grafičar, où il est prêté en juillet 2020. Il joue son premier match en professionnel avec ce club, le 12 septembre 2020, face au FK Radnički 1923. Il est titularisé et son équipe est battue par trois buts à un.
Le 20 juillet 2022, Aleksa Matić prend la direction de la Biélorussie afin de s'engager en faveur du FK Minsk.
En janvier 2023, Aleksa Matić fait son retour dans son pays natal afin de s'engager en faveur du FK Voždovac. Le transfert est annoncé le 3 décembre 2022, et il signe un contrat courant jusqu'en décembre 2025,.
Il joue son premier match pour le club le 4 février 2023, à l'occasion d'une rencontre de championnat face au FK Radnički 1923. Il est titularisé et son équipe est battue par un but à zéro.
Le 22 août 2024, Aleksa Matić rejoint la Norvège afin de signer en faveur du Stabæk Fotball. Il signe un contrat courant jusqu'en décembre 2027.

### En sélection
Aleksa Matić joue son premier match avec l'équipe de Serbie espoirs le 12 septembre 2023, contre l'Azerbaïdjan où il est titularisé. Son équipe l'emporte par deux buts à zéro.